# Pleurotus eryngii
Pleurotus eryngii, llamada popularmente seta de cardo, es un hongo basidiomiceto del orden Agaricales.  La seta es una de las mejor conocidas en España, donde es muy apreciada por su sabor y recolectada como alimento.

## Descripción
Es una seta que presenta gran variedad de tonos pardos, desde el crema hasta el marrón oscuro. Tiene sombrero más o menos convexo, inicialmente circular y en la madurez más irregular de hasta unos 8 cm. Sus láminas son blanquecinas y decurrentes sobre el pie que suele ser grueso y corto. A veces crece en grupos sobre la misma cepa. Su carne es elástica de olor agradable y dulce.

## Taxonomía

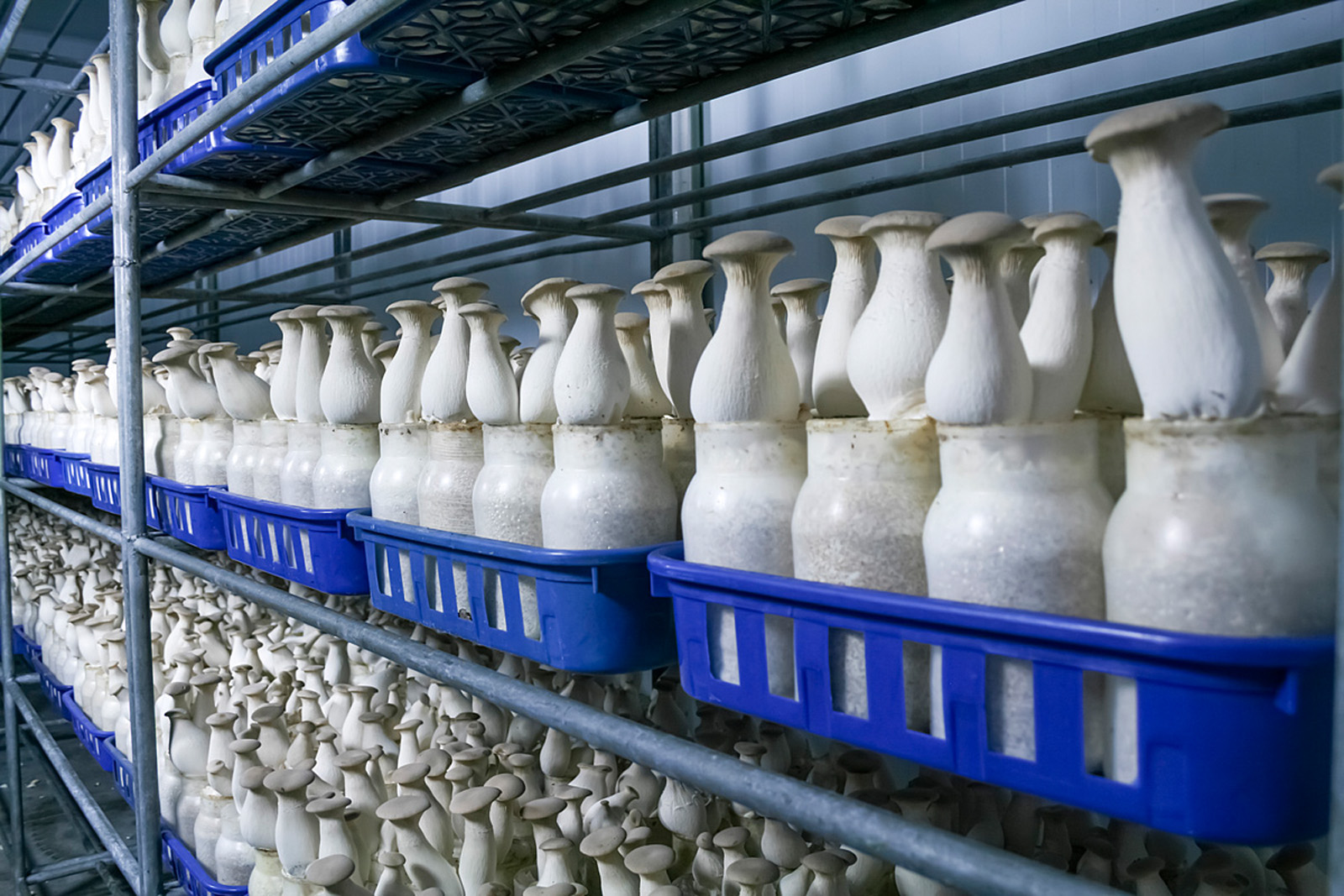
Cultivo de seta de cardo (Pleurotus eryngii) en Pradejón (La Rioja).

El taxón P. eryngii está considerado como un complejo de especies. Tradicionalmente se ha aceptado la existencia de dos variedades, la nominal P. eryngii var. eryngii y P. eryngii var. ferulae que crecen  asociadas, respectivamente, a raíces de Eryngium o Ferula. Recientemente se han añadido otras, en la misma categoría taxonómica de variedad, basadas en los resultados de estudios moleculares y en sus preferencias ecológicas: 
- P. eryngii var. eryngii (DC.) Quél 1872 - asociado con Eryngium spp.
- P. eryngii var. ferulae (Lanzi) Sacc. 1887 - asociado con Ferula communis
- P. eryngii var. tingitanus Lewinsohn 2002 - asociado con Ferula tingitana
- P. eryngii var. elaeoselini Venturella, Zervakis & La Rocca 2000 - asociado con Elaeoselinum asclepium[2]
- P. eryngii var. thapsiae Venturella, Zervakis & Saitta 2002 - asociado con Thapsia garganica[3]

Los estudios moleculares han mostrado que Pleurotus nebrodensis, descrito en primer lugar como la variedad P. eryngii var. nebrodensis es en realidad una especie distinta. Pleurotus fossulatus es otra especie, estrechamente emparentada con ambas.

## Distribución
Se distribuye de forma silvestre en una franja bien definida en el hemisferio norte, entre los paralelos 30 y 50 ° N, que abarca desde las costas atlánticas por el límite oeste hasta Kazajistán e India por el este, incluyendo gran parte de Europa central y la cuenca del Mediterráneo.

## Hábitat
Crece asociado con varias plantas de la familia Apiaceae, sobre todo sobre las del cardo corredor, Eryngium campestre. Suele fructificar en el otoño, particularmente si el suelo ha recibido precipitaciones abundantes y las temperaturas son suaves. Ocasionalmente puede fructificar en primavera, siempre que haya sido lluviosa y cálida. Frecuentemente es atacada por larvas, principalmente las recolectadas en primavera.